# Crairât, Cluj
Crairât (în maghiară Kiralyrét, în trad. Pășunea Regelui) este un sat în comuna Ploscoș din județul Cluj, Transilvania, România.

## Date geografice
Altitudinea medie: 372 m.

## Imagini

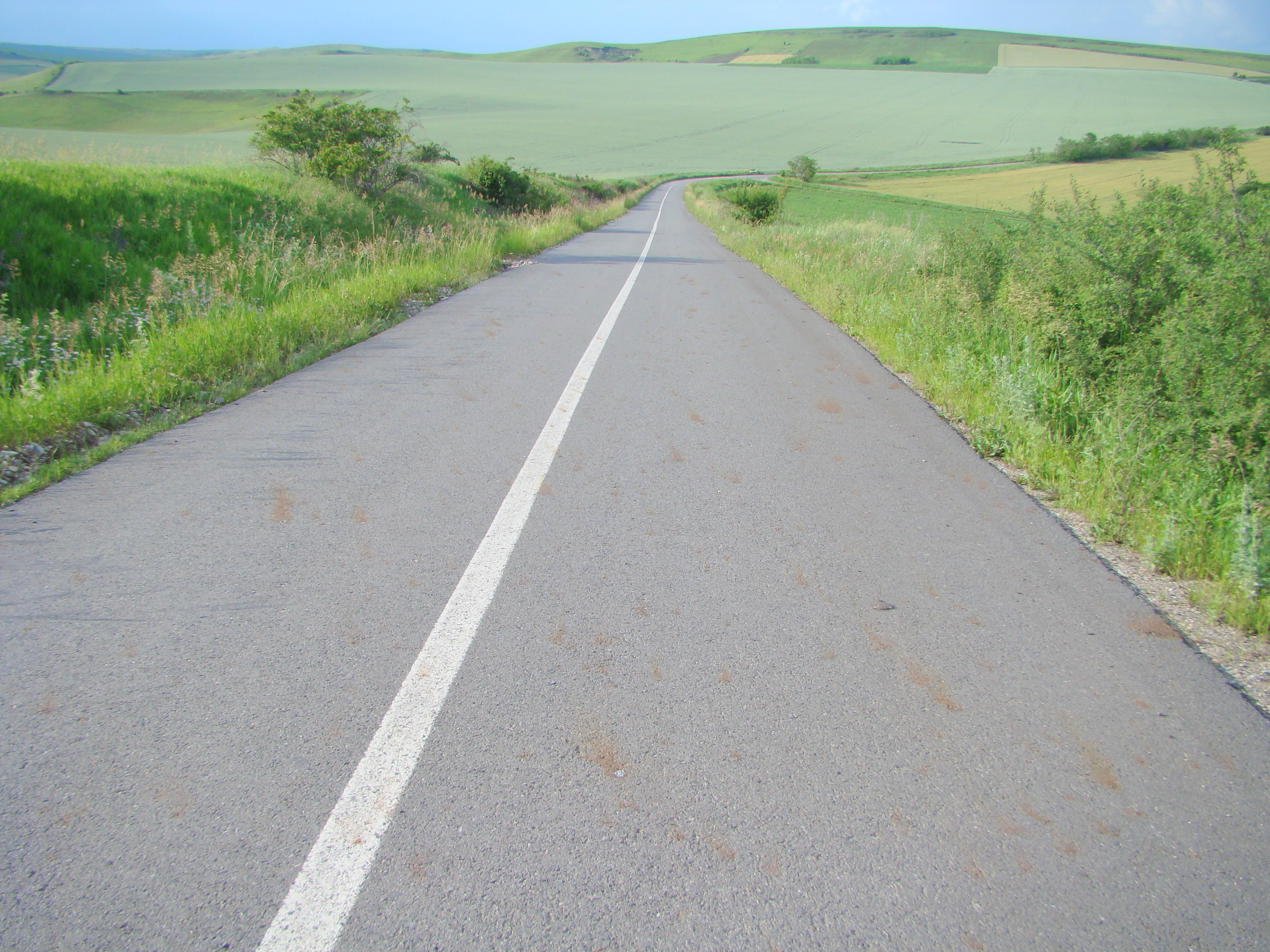
Drumul Turda-Crairât
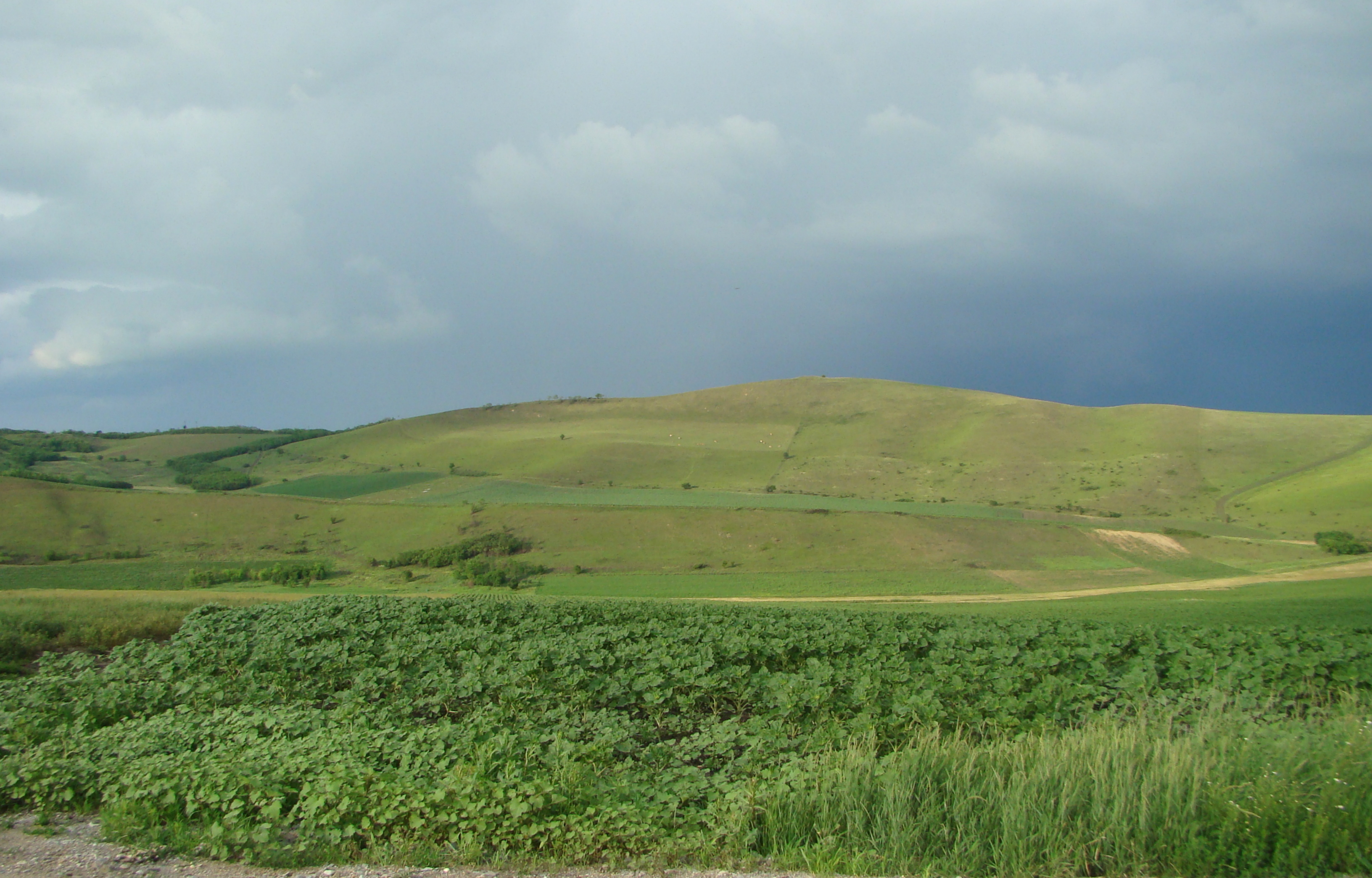
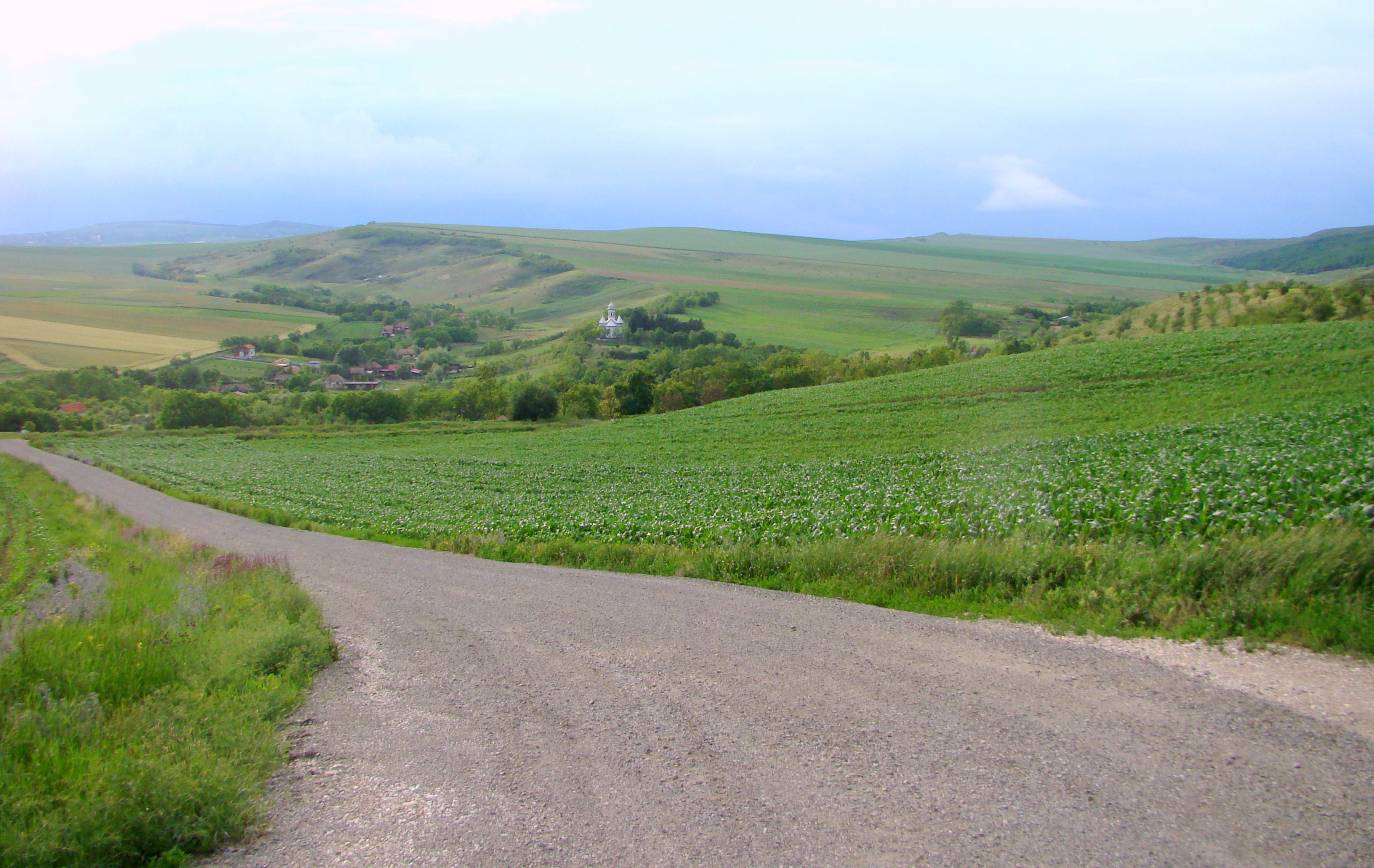
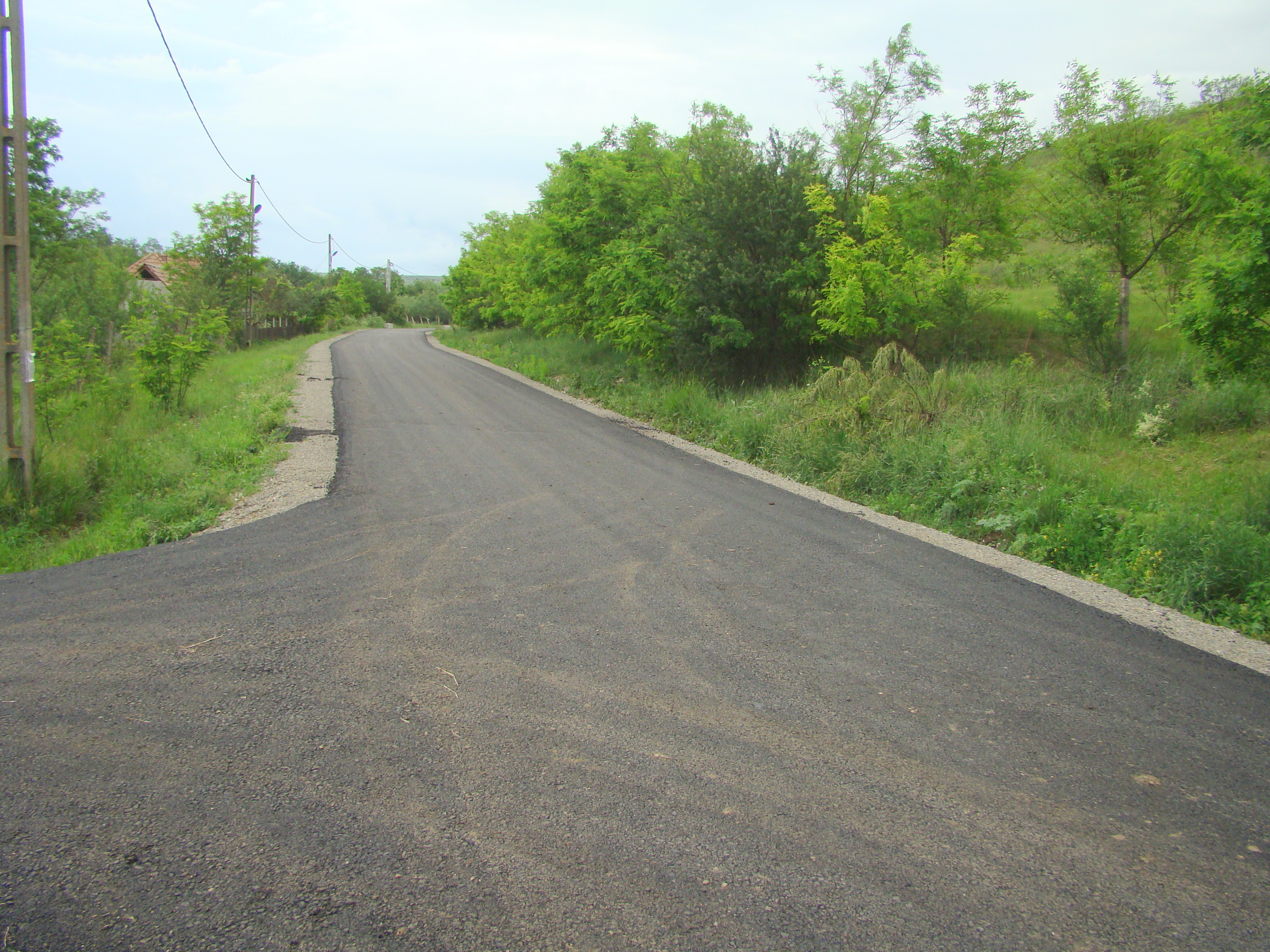
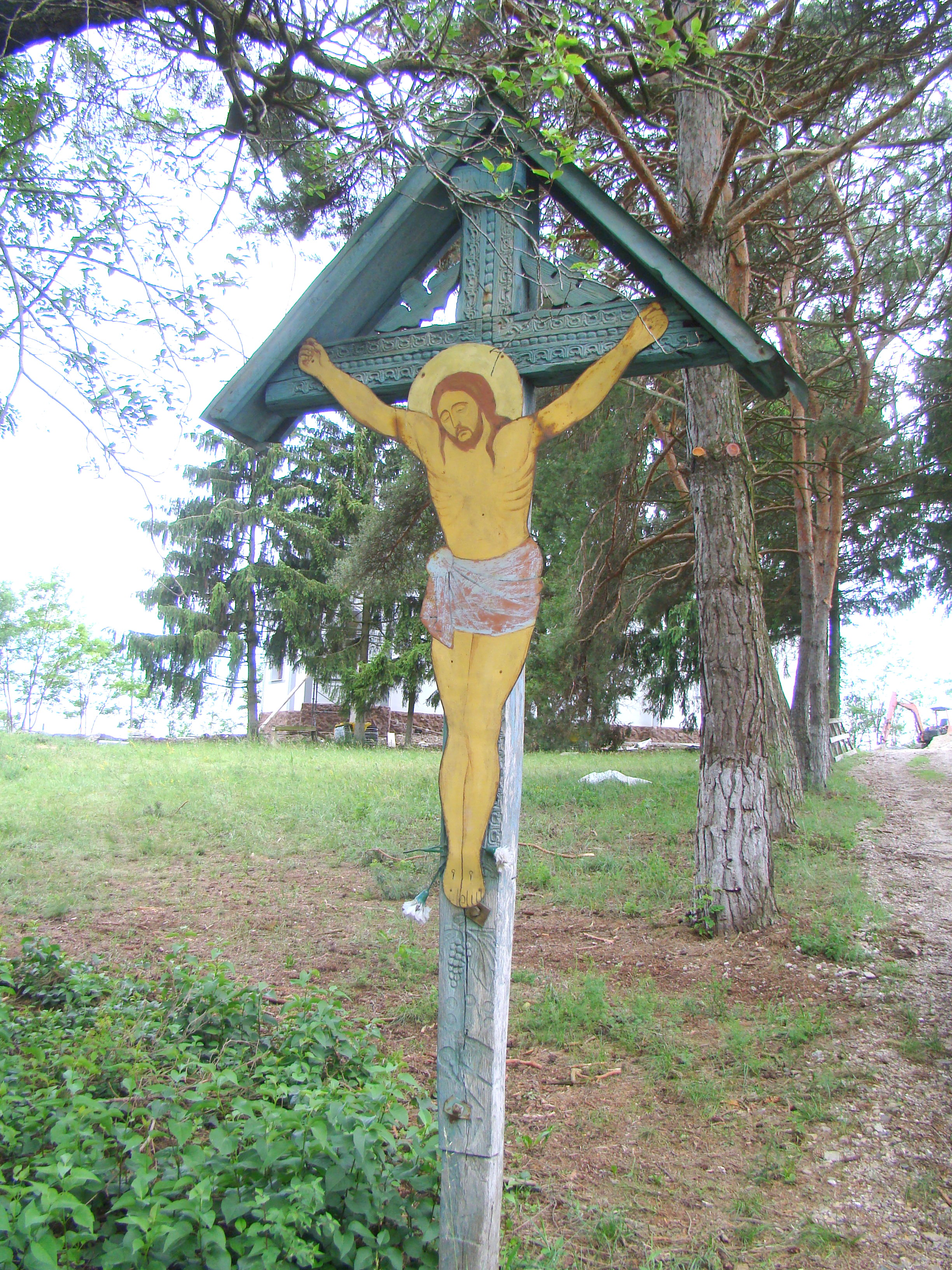
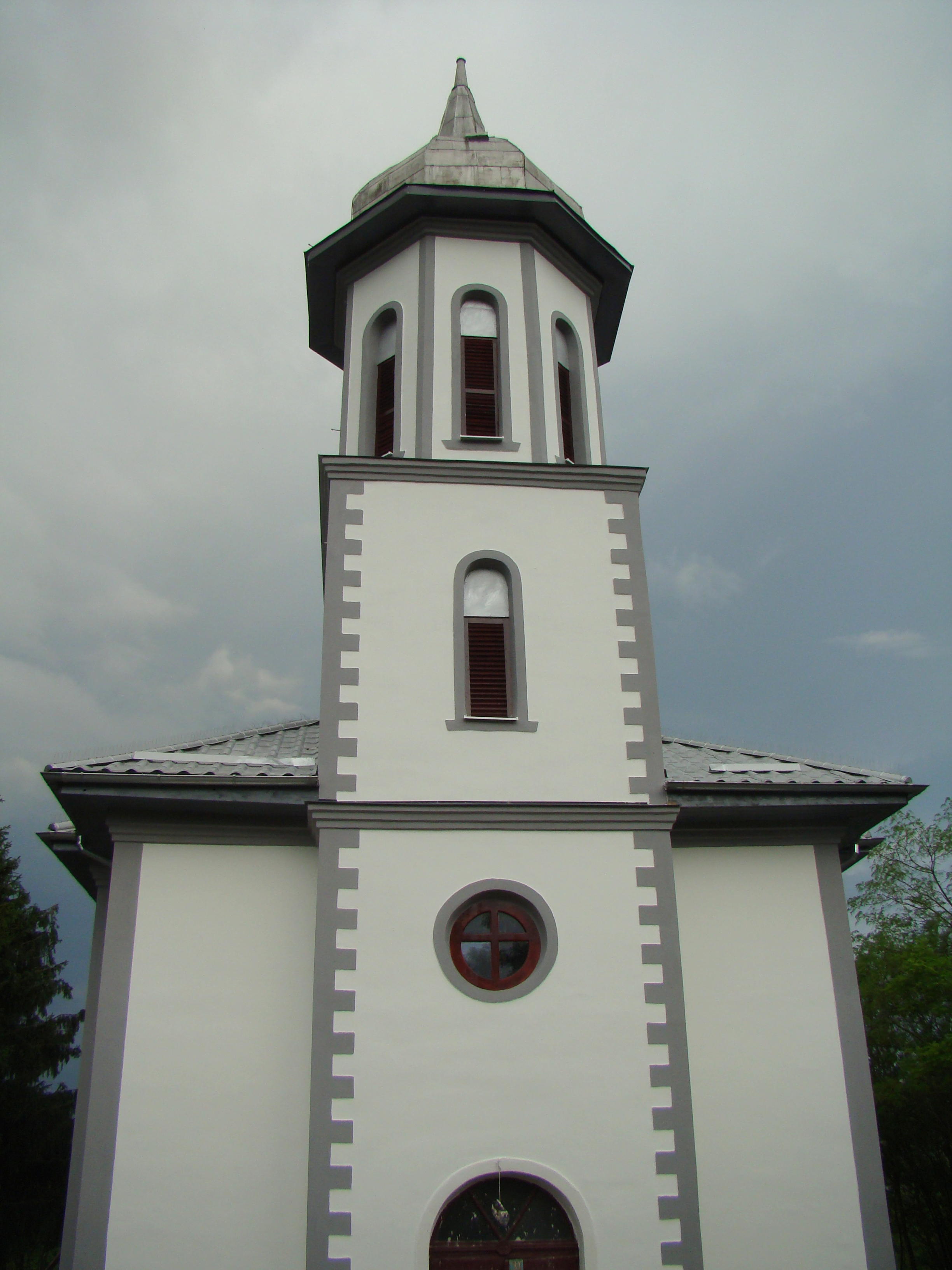
Biserica „Buna Vestire” (1937)
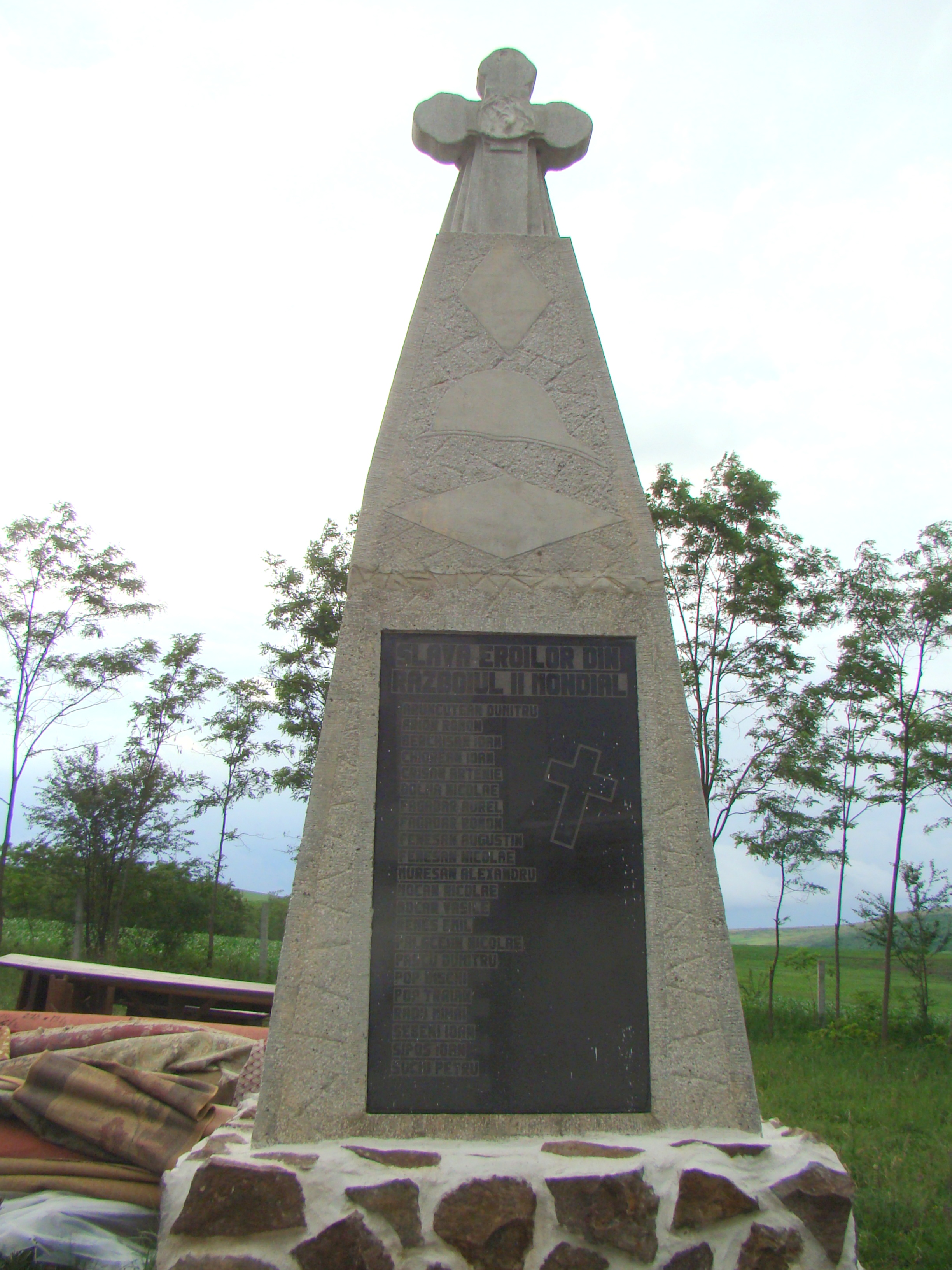
Monumentul eroilor
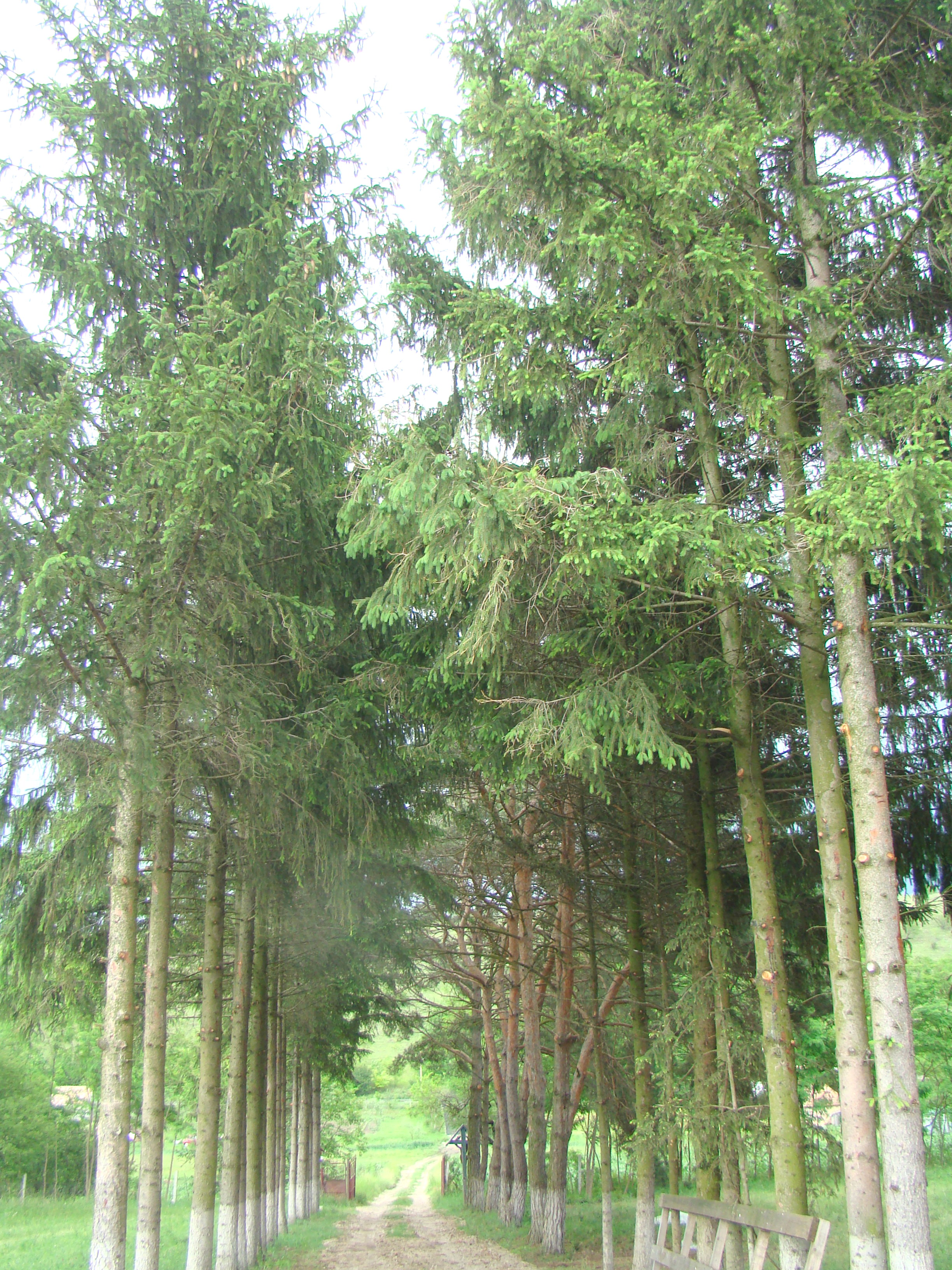
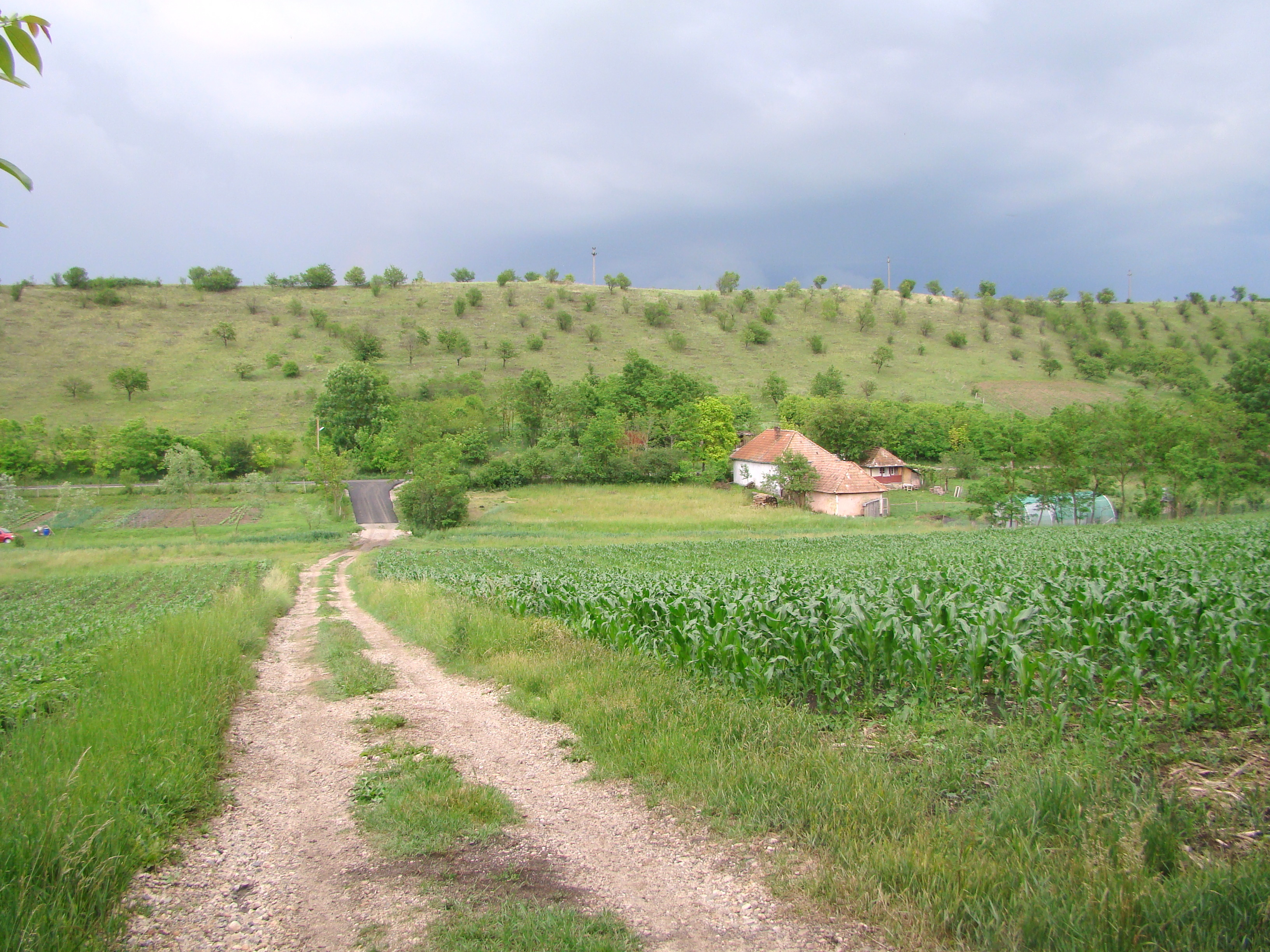